# Megachile leucospila
Megachile leucospila är en biart som beskrevs av Cockerell 1933. Megachile leucospila ingår i släktet tapetserarbin, och familjen buksamlarbin. Inga underarter finns listade i Catalogue of Life.